# Phaeophilacris valida
Phaeophilacris valida är en insektsart som beskrevs av Lucien Chopard 1951. Phaeophilacris valida ingår i släktet Phaeophilacris och familjen syrsor. Inga underarter finns listade i Catalogue of Life.